# Placówka (pismo)
Placówka – pismo wydawane przez Związek Działaczy Ludowych „Zydel” podporządkowany politycznie Grupie „Szańca”, dwumiesięcznik, wychodziło od 7 lipca 1940 do (prawdopodobnie) 1 stycznia 1944 roku.
Podtytuł pisma był następujący: Tygodnik dla Wsi Polskiej. W sierpniu 1940 r. zmieniono go na: Organ Wsi Polskiej. Redaktorem był Stefan Nowicki. Jego nakład wynosił kilka tysięcy egzemplarzy (między 3 tys. a 8-10 tys.). Zadaniem pisma było propagowanie poglądów politycznych Grupy „Szańca” wśród ludności wiejskiej. Według raportów Delegatury Rządu na Kraj dział informacyjny pisma był oceniany jako bardziej rozbudowany niż w „Szańcu”. 6 lutego 1943 roku pismo przestało wychodzić w wyniku zlikwidowania przez Gestapo konspiracyjnej drukarni na ul. Długiej w Warszawie, ale po kilku miesiącach jego wydawanie zostało wznowione.